# Bildhauersymposion Krastal

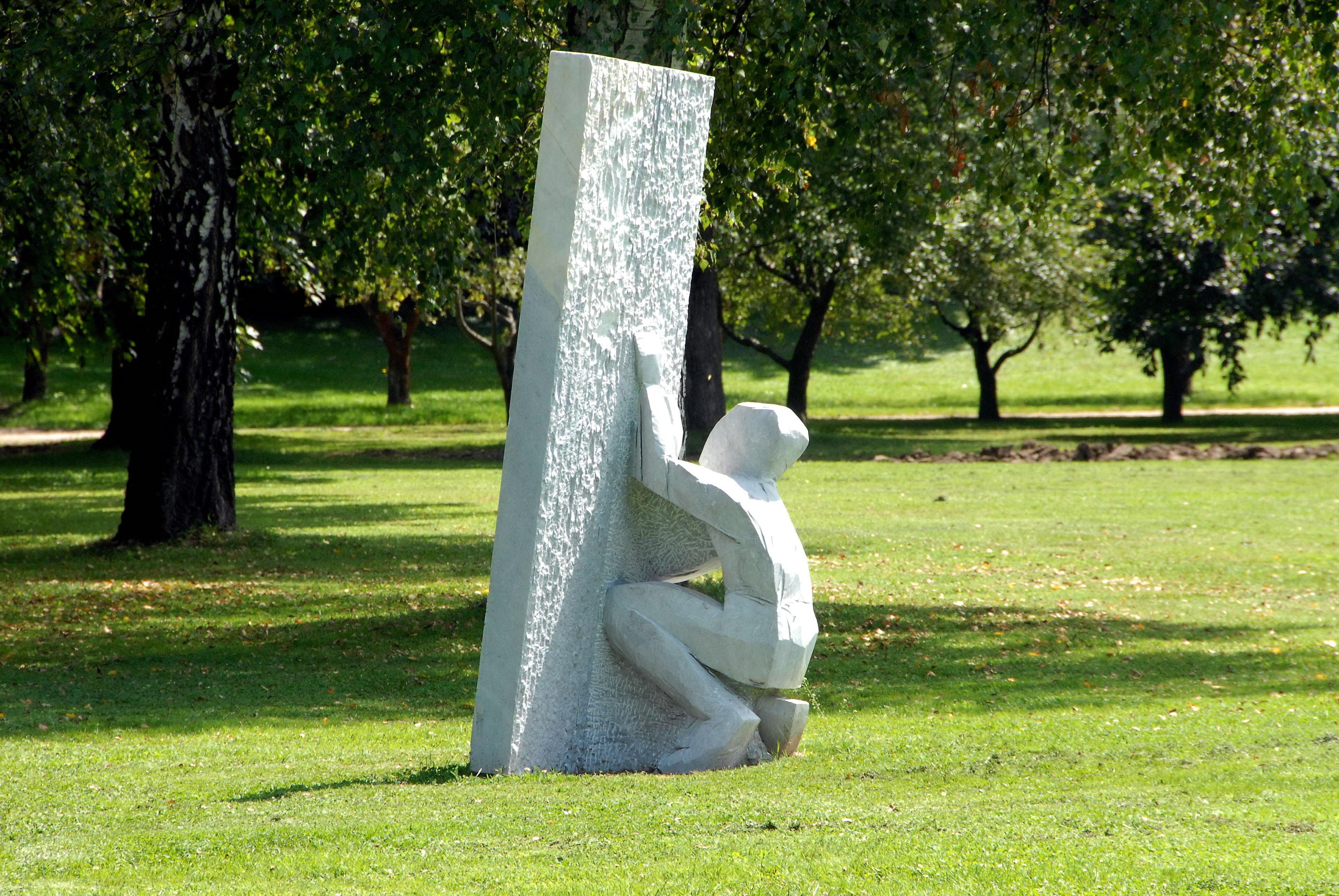
Verändern (1995) von Helmut Machhammer im Europapark Klagenfurt

Das Bildhauersymposion Krastal im Krastal bei Villach in Kärnten (Österreich) fand erstmals im Jahre 1967 als ein Europäisches Bildhauersymposion mit zwölf Bildhauern unterschiedlicher Nationalitäten statt. Es ist das einzige Bildhauersymposion aus den 1960er Jahren, das seit seiner Gründung alljährlich bis zum heutigen Tage (2010) stattfand und im Jahre 2009 wurde dort das erste Bildhauersymposion von Frauen abgehalten.

## Konzeption
Die Idee der Abhaltung Europäischen Bildhauersymposien geht auf den Bildhauer Karl Prantl und andere zurück, die im Jahr 1959 internationale Steinbildhauer in einem Steinbruch in St. Margarethen im Burgenland erstmals zusammenführten. Neben der Erarbeitung von Skulpturen wurde in diesen Symposien auch Kultur dargeboten, wie Lesungen und Musik. Im Krastal fanden darüber hinaus später Werkstattgespräche statt, wie auch Ausstellungen und Dokumentationen der Kunstwerke sowohl im Krastal als auch national und international. Von Anfang an war beabsichtigt, Groß-Skulpturen aus Krastaler Marmor anzufertigen und diese im öffentlichen Raum auszustellen.
Der österreichische Bildhauer Otto Eder war einer der wichtigsten Initiatoren der ersten Krastaler Symposien 1967, der im Jahre 1970 den Verein Begegnung in Kärnten – Werkstätte Krastal gründete. Am Aufbau des ersten Symposions waren darüber hinaus auch Heide Hildebrand, Felix Orsini-Rosenberg und vor allem der Steinbruchsmeister Viktor Brojatsch beteiligt. Eder war derjenige, der am beharrlichsten das Konzept Künstlerhaus im Krastal  verfolgte. Ein Vorhaben von Eder, die zwölf Skulpturen des ersten Bildhauersymposions entlang der Autobahn Wörthersee aufzustellen, ließ sich nicht realisieren. Es sind lediglich zwei Skulpturen von Eder aufgestellt worden.
In den Jahren 1968 und 1969 fand das Symposion im Europapark Klagenfurt statt, wo auch die Skulpturen dieser Jahre aufgestellt worden sind, anschließend wieder im Krastal. Ab dem Jahr 1989 kam zu Symposien im Krastal und an einem weiteren Ort wie in Villach (1989, 1990 und 1993), St. Paul im Lavanttal (1991 und 1993), Klagenfurt (1994 und 1995), Großglockner (1999), Öhringen (2003) und Wolfsberg (2006). Die Skulpturen bestehen aus dem Krastaler Marmor der Firma Lauster, wofür diese für ihre Kulturförderung in den Jahren 2005 und 2007 den Maecenas-Kunstsponsoring-Preis erhielt.
Ab 1974 begann das konkrete Bauprojekt für ein Künstlerzentrum Haus der Internationalen Begegnung in Krastal, eine Initiative von Otto Eder. Es sollten eine Werkstätte sowie Unterbringung für Künstler und Räume für Kunstausstellungen entstehen. Das Gebäude sollte in Eigeninitiative der Künstler wie eine der frühen Bauhütten erstellt werden. Dieses Projekt konnte allerdings erst im Jahre 1992 als weitgehend abgeschlossen betrachtet werden, als einfache Ausstellungsräume, Werkstätten und ein Bad- und Küchentrakt fertiggestellt waren. Das Gebäude wurde später in das [kunstwerk] krastal benannt wie auch der Verein Begegnung im Krastal im Jahre 2007 umbenannt.

## Teilnehmer
Teilnehmer des ersten und weiterer Symposien im Krastal waren u. a.: Miloslav Chlupáč (Tschechien), Otto Eder (Österreich), Makoto Fujiwara (Japan), Janez Lenassi (Slowenien), Karl Prantl (Österreich), Zdeněk Šimek (Tschechien), Hans Bischoffshausen (Österreich), Cichan (Tschechien), Bruno Gironcoli (Österreich), Hajime Togashi (Japan), David Aven Zirhan (Frankreich), Adolf Ryszka (Polen).

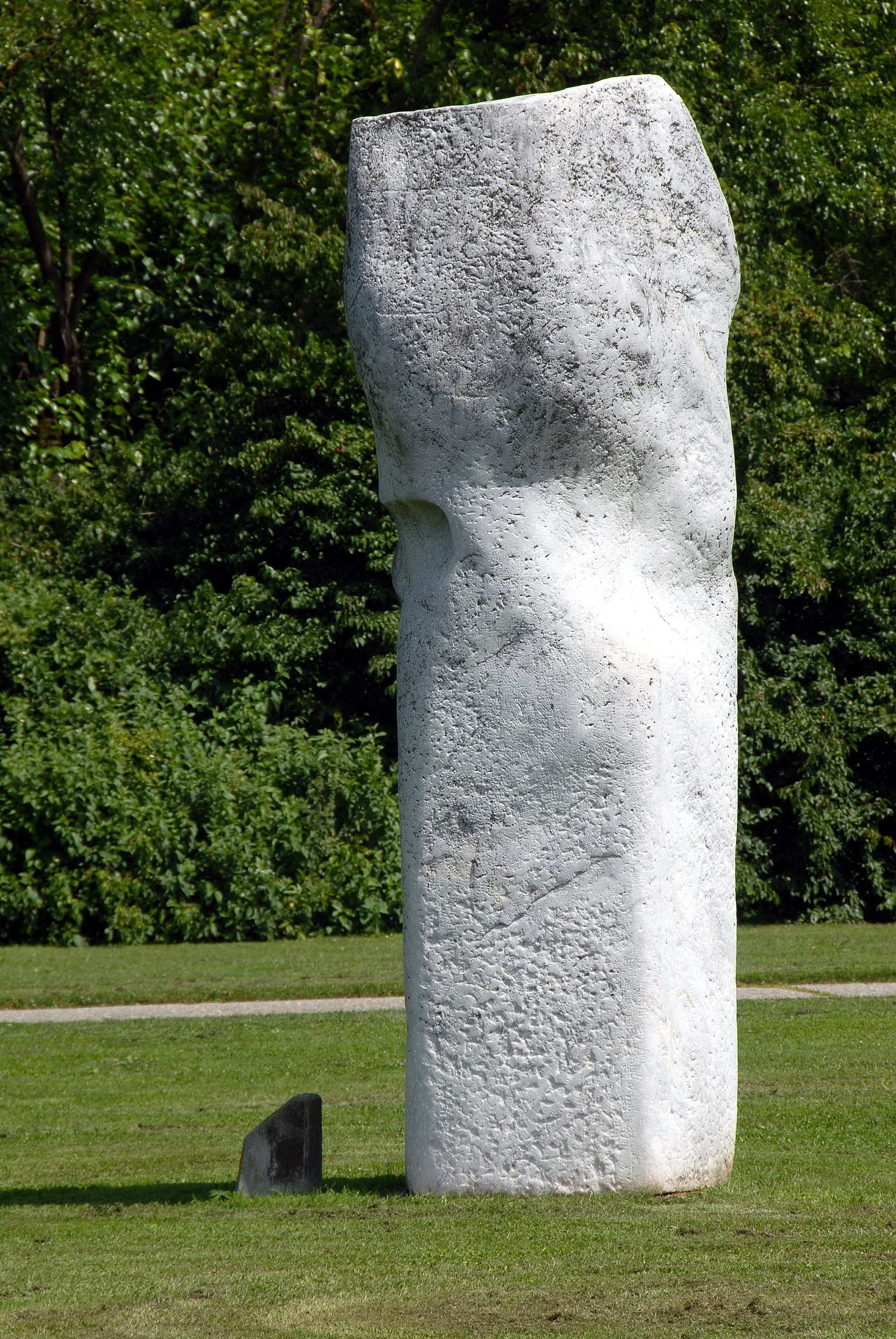
Steinskulptur von Miloslav Chlupáč
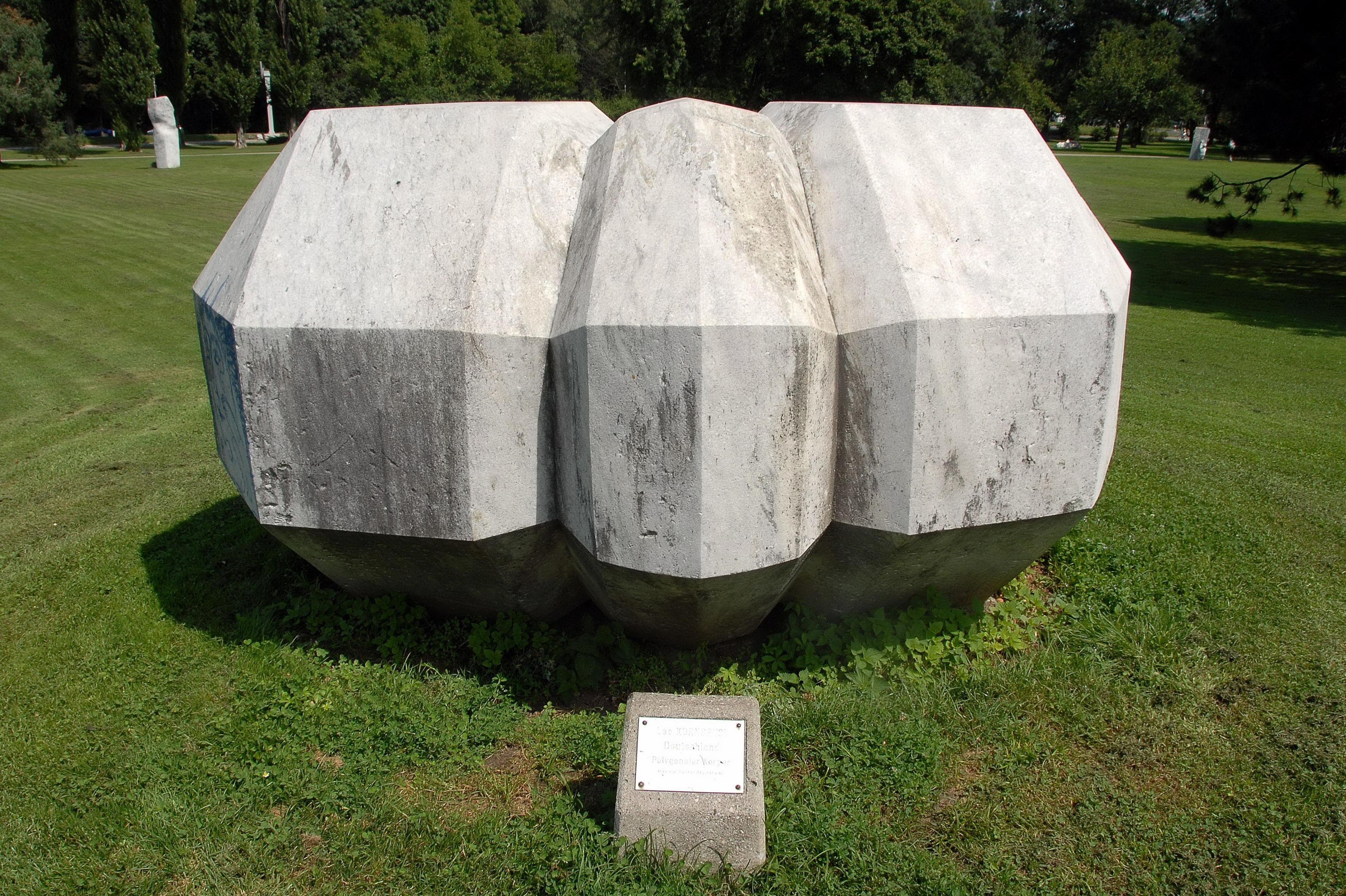
Polygon von Leo Kornbrust